# تاتیانا گلدوبینا
تاتیانا گلدوبینا (انگلیسی: Tatiana Goldobina؛ زادهٔ ۴ نوامبر ۱۹۷۵) تیرانداز اهل اتحاد جماهیر شوروی سوسیالیستی است.
وی همچنین برندهٔ جوایزی همچون نشان دوستی شده‌است.